# Sandersiella acuminata
Espèce
Sandersiella acuminata est une espèce de céphalocarides de la famille des Hutchinsoniellidae.

## Distribution
Cette espèce est endémique du Japon. Elle se rencontre jusqu'à 20 mètres de profondeur dans l'océan Pacifique.

## Publication originale
- Shiino, 1965 : Sandersiella acuminata gen. et sp. nov., a Cephalocarid from Japanese waters. Crustaceana, vol. 9, p. 181-191.